# Yalitza Aparicio
Yalitza Aparicio Martínez (født 11. december 1993) er en mexicansk skuespiller og børnehaveklasselærer. Hun havde sin filmdebut i Alfonso Cuaróns drama Roma fra 2018, som gav hende en Oscar-nominering for bedste kvindelige hovedrolle. I 2019 udnævnte Time hende til en af de 100 mest indflydelsesrige personer i verden, og den 4. oktober samme år blev hun udnævnt som UNESCO-goodwillambassadør for oprindelige folkeslag.

## Tidlige liv
Yalitza Aparicio Martínez blev født den 11. december 1993 Tlaxiaco, Oaxaca. Hendes forældre har rødder fra de indfødte folkeslag i Mexico; hendes far er mixteker, og hendes mor er triquianer. Hun er dog ikke flydende i mixtekersproget, og hun skulle lære det til sin rolle i Roma. Aparicio voksede op med en enlig mor, som arbejdede som stuepige. Hun har ingen formel uddannelse inden for skuespil, men har en uddannelse inden for børnehaveklasselæring og arbejdede på en skole. Hun fik sin første skuespilrolle lige før, at hun blev færdiguddannet som lærer.

## Karriere
Aparicio fik sin filmdebut hæderkronede og Oscarvindende dramafilm Roma fra 2018 instrueret af Alfonso Cuarón. Apricios skuespil blev anmelderrost, og hun høstede også selv en Oscar-nominering for bedste kvindelige hovedrolle samt ved andre, store filmpriser. Hun er den første kvinde med rødder i Amerikas oprindelige folk, der bliver nomineret i Oscar-kategorien bedste kvindelige hovedrolle.
Hun optrådte også på forsiden af Vogue México i januar 2019 og Vanity Fair's såkaldte "Hollywood Issue", og i april samme år modtog hun bynøglerne til Panama City, Panama.

## Filmografi
- Roma (2018)  – som Cleo
- Hijas de Brujas (kortfilm, 2021)  – som Clara

- Presences (TBA)[19]